# 저스틴 멘텔

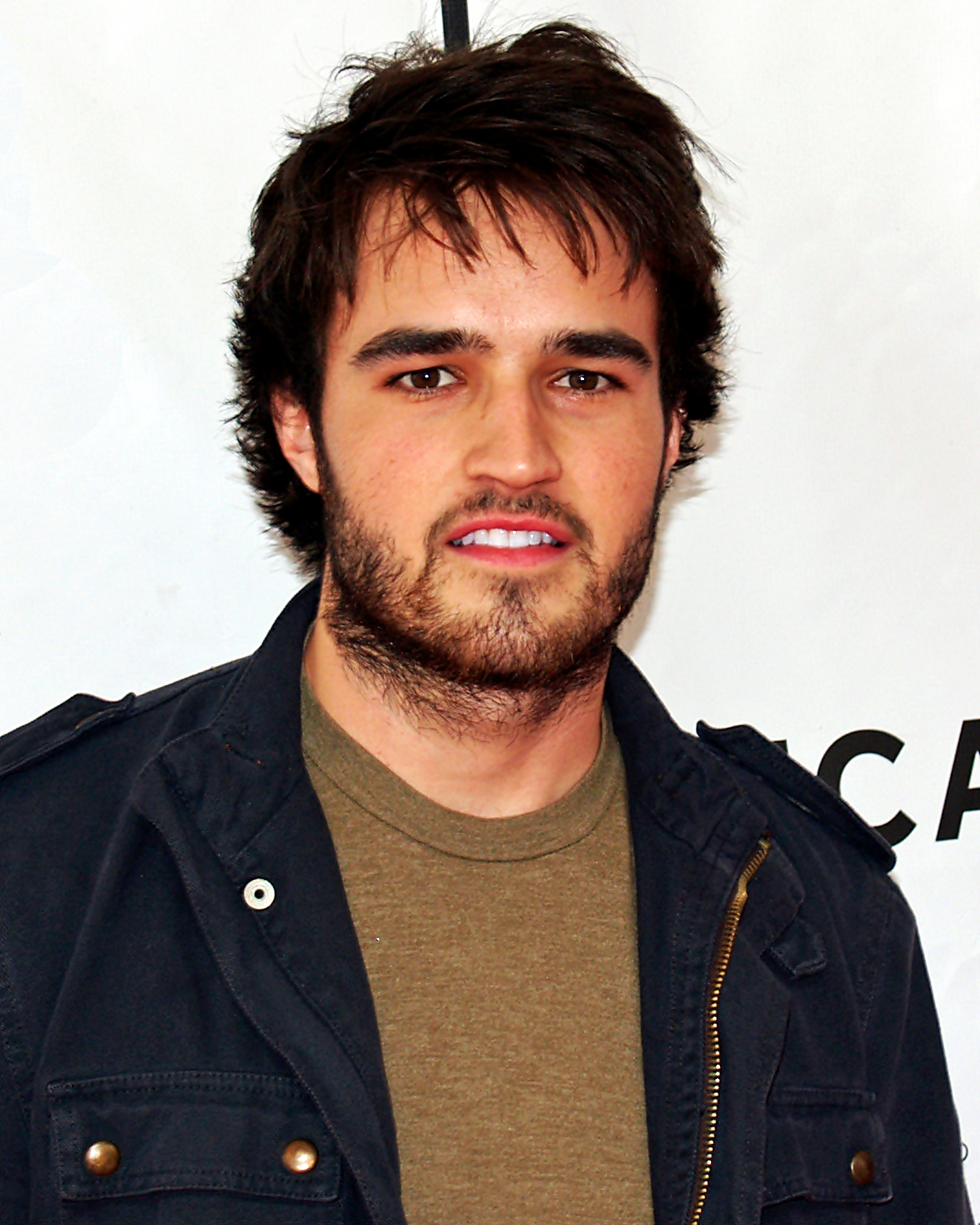

저스틴 멘텔(Justin Mentell, 1982년 12월 16일 ~ 2010년 2월 1일)은 미국의 연극 배우, 영화배우, 모델, 음악가, 스피드 스케이팅 선수이다.
오스틴에서 태어났다.

## 방송
- 보스턴 리걸 시즌2

## 영화
- G-포스: 기니피그 특공대 (2009년) - 터렐 역
- 팔로 알토(영어판) (2007년) - 라이언 역
- 보스톤 리걸 (2004년) - 가렛 웰스 역